# Танго-Мару (6200)
Танго-Мару (6200) — транспортне судно, яке під час Другої світової війни брало участь в операціях японських збройних сил на Тихому океані.
Судно спорудили як MV Rendsburg в 1926 році на німецькій верфі Vulcan-Werke Hamburg und Stettin Actiengesellschaft у Гамбурзі для компанії Deutsche Australische Dampfschiffs Gesellschaft, що поставила його на свою далекосхідну лінію.
На час нападу Німеччини на Нідерланди в 1940 році судно перебувало в Нідерландській Ост-Індії, де було конфісковане та передане компанії Nederlandsch Indische Maats. Voor Zeevaart N. V., що використовувала його як MV Toendjoek.
У 1942-му судно перебувало в Танджунг-Пріоку (поблизу головного міста Нідерландської Ост-Індії Батавії — сучасної Джакарти), де було 2 березня затоплене у зв'язку з наступом японців та неможливістю виведення.
У серпні 1942-го японці підняли судно, відправили на ремонт та передали компанії Teikoku Senpaku Kaisha, що використовувала його під найменуванням «Танго-Мару». Не пізніше квітня 1943-го «Танго-Мару» вже здійснювало рейси під японським контролем (відомо, що в цьому місяці воно пройшло з Шанхаю до Японії).
13 вересня 1943-го «Танго-Мару» вийшло з японського порту Моджі в конвої, який 18 вересня досягнув Амаміосіми (центральна частина архіпелагу Рюкю), де 19 вересня одразу 5 транспортів конвою, і серед них  «Танго-Мару», опинились на мілині унаслідок шторму. Втім, ця навігаційна аварія не мала довготривалих наслідків. Відомо, що в середині грудня 1943-го судно перебувало у Нідерландській Ост-Індії.
Станом на середину лютого 1944-го судно перебувало в Сурабаї (головна база на сході острова Ява), де взяло на борт понад 5,7 тисячі пасажирів — японські військовослужбовці з 3-го піхотного полку, 3,5 тисячі яванських працівників та кілька сотень нідерландських військовополонених. 24 лютого «Танго-Мару» вийшло в конвої на Амбон (південна частина Молуккського архіпелагу), при цьому американці знали про конвой та вислали для перехоплення два підводні човни. Незадовго до завершення 25 лютого в морі Балі дещо північніше від острова Балі субмарина USS Rasher перехопила конвой та потопила обидва його транспорти. Разом з «Танго-Мару» загинуло 3—3,5 тисячі осіб, а оскільки разом з другим транспортом «Р'юсей-Мару» загинуло близько 5 тисяч осіб, цей бій став одним з найбільших за втратами в історії підводної війни.